# Reece Howden
Reece Howden (* 12. Juli 1998 in Cultus Lake, British Columbia) ist ein kanadischer Freestyle-Skier. Er startet in der Disziplin Skicross.

## Werdegang
Howden startete im Januar 2016 im Tabor erstmals im Nor-Am-Cup und errang dabei zweimal den achten Platz. Im folgenden Monat gewann er bei den Olympischen Jugend-Winterspielen in Hafjell die Goldmedaille. In der Saison 2016/17 holte er zwei Siege im Nor-Am-Cup und errang damit den zweiten Platz in der Skicross-Wertung. Bei den Juniorenweltmeisterschaften 2017 in Chiesa in Valmalenco wurde er Siebter. Nachdem er zu Beginn der folgenden Saison in Nakiska seinen ersten Weltcup mit dem 45. Platz absolvierte, siegte er viermal im Nor-Am-Cup und fuhr zudem zweimal auf den zweiten Platz. Er gewann damit die Skicross-Wertung und belegte den zweiten Platz in der Gesamtwertung. In der Saison 2018/19 nahm er viermal am Weltcup teil. Dabei erreichte er mit Platz sieben in Blue Mountain und Rang fünf in Innichen seine ersten Top-Zehn-Platzierungen im Weltcup. Beim Saisonhöhepunkt, den Weltmeisterschaften 2019 in Park City, kam er auf den 17. Platz. Nach Platz 20 in Arosa zu Beginn der Saison 2019/20, wurde er in Innichen Neunter und Fünfter und holte in Nakiska seinen ersten Weltcupsieg. Zum Saisonende errang er damit den 15. Platz im Skicross-Weltcup. In der Saison 2020/21 erreichte er in Val Thorens den zweiten und ersten Platz und gewann auch die beiden folgenden Weltcups in Idre.

## Erfolge

### Weltmeisterschaften
- Park City 2019: 17. Skicross
- Idre 2021: 5. Skicross
- Bakuriani 2023: 2. Skicross Team, 4. Skicross

### Weltcupwertungen
| Saison  | Gesamt | Gesamt | Skicross | Skicross |
| Saison  | Platz  | Punkte | Platz    | Punkte   |
| ------- | ------ | ------ | -------- | -------- |
| 2018/19 | 115    | 9,73   | 26.      | 107      |
| 2019/20 | 74.    | 16,82  | 15.      | 185      |
| 2020/21 |        |        | 1.       | 691      |
| 2021/22 |        |        | 12.      | 267      |
| 2022/23 |        |        | 1.       | 725      |

### Weltcupsiege
Howden errang im Weltcup bisher 16 Podestplätze, davon neun Siege:
| Datum             | Ort          | Land       |
| ----------------- | ------------ | ---------- |
| 18. Januar 2020   | Nakiska      | Kanada     |
| 21. Dezember 2020 | Val Thorens  | Frankreich |
| 23. Januar 2021   | Idre         | Schweden   |
| 24. Januar 2021   | Idre         | Schweden   |
| 13. März 2021     | Sunny Valley | Russland   |
| 13. März 2022     | Reiteralm    | Österreich |
| 22. Dezember 2022 | Innichen     | Italien    |
| 22. Januar 2023   | Idre         | Schweden   |
| 17. März 2023     | Craigleith   | Kanada     |

### Nor-Am Cup
- Saison 2016/17: 2. Skicross-Wertung
- Saison 2017/18: 1. Skicross-Wertung, 2. Gesamtwertung
- Saison 2021/22: 1. Skicross-Wertung
- 18 Podestplätze im Nor-Am Cup, davon 11 Siege